# Strathleven House

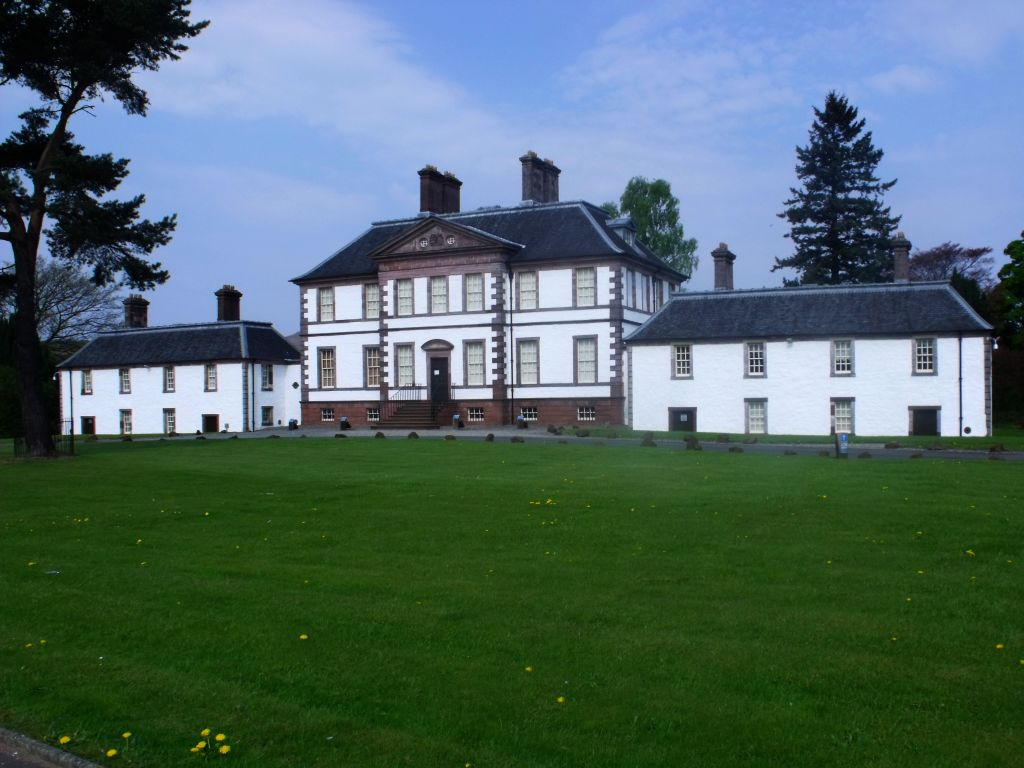
Strathleven House

Das Strathleven House, ursprünglich Levenside House, ist ein Herrenhaus nahe der schottischen Stadt Bonhill in West Dunbartonshire. 1971 wurde das Gebäude in die schottischen Denkmallisten in der höchsten Kategorie A aufgenommen.

## Geschichte
Im Jahre 1670 erwarb William Cochrane, 1. Earl of Dundonald die Ländereien von Levenside. William Cochrane, 3. Earl of Dundonald ließ dort zwischen 1700 und 1708 ein Herrenhaus errichten. Anhand stilistischer Merkmale wird davon ausgegangen, dass James Smith, der auch den Hamilton Palace entwarf, als Architekt für die Planung verantwortlich zeichnet. Später kaufte Archibald Campbell, Lord Stonefield das Anwesen. Unter seiner Leitung entstand wahrscheinlich die umfangreiche Parkanlage, die auf zeitgenössischen Bildern zu erkennen ist. Sein Enkel James Ewing änderte den Namen des Anwesens im 19. Jahrhundert zu Strathleven. Es wurde über mehrere Generationen innerhalb der Familie Crum-Ewing vererbt, bis 1946 Teile des Landes zum Aufbau eines Industriegebietes abgegeben wurden. Bis in die 1980er Jahre hatte sich der Zustand des leerstehenden Gebäudes verschlechtert und nach einem Brand war nicht viel mehr als die Außenmauern vorhanden. Strathleven House wurde daraufhin das erste große Projekt des Scottish Historic Buildings Trust, der Gelder zur Sanierung akquirierte. Im Jahre 2000 war das Gebäude nach siebenjähriger Restaurierungsphase wiederhergestellt und wird seitdem als Bürogebäude an junge Unternehmen vermietet.

## Beschreibung
Das zweistöckige Gebäude liegt südwestlich von Bonhill unweit des Ufers des Leven. Der Mittelteil der nach Südosten weisenden Vorderseite springt hervor. Stufen führen zu der mittigen, bekrönten Eingangstüre hinauf, die von Fenstern auf drei vertikalen Achsen umgeben ist. Der Gebäudeteil schließt mit einem Dreiecksgiebel ab. Einst war der Eingangsbereich mit Architrav und dorischen Säulen gestaltet. Beiderseits des Mittelteils sind Fenster auf jeweils zwei Achsen angeordnet. Die Gebäudekanten sind mit Ecksteinen von dem modernen Rauputz abgesetzt; ebenso Zierbänder und Faschen. Das Dach ist mit Schieferschindeln eingedeckt. Eine kurze Mauer überbrückt den Raum zwischen Hauptgebäude und den beiden Außengebäuden. Diese sind ebenfalls zweistöckig, jedoch bedeutend niedriger. Fenster und Türen sind auf vier Achsen angeordnet.